# Surampatti
Surampatti es una ciudad y municipio situada en el distrito de Erode en el estado de Tamil Nadu (India). Su población es de 41782 habitantes (2011). Se encuentra a 7 km de Erode y a 48 km de Tirupur.

## Demografía
Según el censo de 2011 la población de Surampatti era de 41782 habitantes, de los cuales 20987 eran hombres y 20795 eran mujeres. Surampatti tiene una tasa media de alfabetización del 84,82%, superior a la media estatal del 80,09%: la alfabetización masculina es del 90,45%, y la alfabetización femenina del 79,18%.